# Рэшкану, Йоан
Йоан Рэшкану (рум. Ioan Rășcanu; 4 января 1874, Кагул, Кагульский уезд, Бессарабская область, Российской империи — 25 февраля 1952, Сигету-Мармацией, СР Румыния) — румынский политический, государственный и военный деятель, генерал-лейтенант (1942), военный министр Королевства Румыния (1919, 1920—1921,), Государственный министр (комиссар) Бессарабии и Буковины (1926—1927 и 1931—1932), примар г. Васлуй (1940—1942) и Бухареста (1942—1944).

## Биография
В 1893 году окончил артиллерийско-инженерную офицерскую школу . В течение двух лет командовал взводом 4-го артиллерийского полка, после чего в 1895—1897 годах учился в артиллерийском училище, затем в Высшей военной школе в Бухаресте (1898—1900).
Владея несколькими языками (русским, немецким, английским и французским), с 1907 по 1911 год служил военным атташе Румынии в Германии. С 1910 по 1912 год служил в Генеральном штабе румынской армии. В 1913 году участвовал во Второй Балканской войне и был награжден медалью Avântul Țării за войну 1913 г.
Участник Первой мировой войны, занимал должность начальника оперативного отдела Генерального штаба, в 1916 году был прикомандирован к Генеральному штабу французской армии. В ноябре 1916 года представлял румынское верховное командование на конференции союзников в Шантийи. Участвовал в Битве при Мэрэшешти. В сентябре 1917 года получил чин бригадного генерала и принял командование над 15-й артиллерийской бригадой. Участник подписания в 1917 году Фокшанского перемирия, положившего конец боевым действиям между Румынией и Центральными державами.
В январе 1918 года назначен первым командиром сформированной 1-й дивизии «Vânători». Стал командующим румынскими войсками в Кишинёве и центральной Бессарабии. С 27 сентября 1919 по 1 марта 1920 г. занимал кресло военного министра Королевства Румыния, позже с 21 марта 1920 по 15 декабря 1921 года снова возглавлял военного ведомство Румынии. Инициатор создания в Сибиу Академии Сухопутных войск (1920). В 1922 году вышел в отставку.
В 1926 году назначен Государственным министром (комиссаром) Бессарабии и Буковины.
Видный деятель Национальной либеральной и Народной партии Румынии. Несколько раз избирался в Палату депутатов Румынии (1920, 1926, 1928, 1931).
В феврале 1945 года окончательно уволился из армии. В мае 1947 года был арестован коммунистическими властями, в 1951 году осуждён на 2 года лишения свободы и отправлен в тюрьму Сигету-Мармацией, где и умер в феврале 1952 года.